# Lijst van rijksmonumenten in Valkenswaard
De gemeente Valkenswaard telt 22 inschrijvingen in het rijksmonumentenregister. Hieronder een overzicht. 

## Borkel
De plaats Borkel telt 2 inschrijvingen in het rijksmonumentenregister.
| Object             | Oorspronkelijke functie? | Bouwjaar              | Architect | Locatie               | Coördinaten?                  | Nr.?   | Afbeelding        |
| ------------------ | ------------------------ | --------------------- | --------- | --------------------- | ----------------------------- | ------ | ----------------- |
| Kortgevelboerderij | Boerderij                | tweede helft 18e eeuw |           | Achterste Brug 14     | 51° 16' 48" NB, 5° 25' 47" OL | 526770 | Meer afbeeldingen |
| vrijstaande schuur | Boerderij                | 1750-1800             |           | Achterste Brug bij 14 | 51° 16' 48" NB, 5° 25' 46" OL | 526782 | Meer afbeeldingen |

## Dommelen
De plaats Dommelen telt 2 inschrijvingen in het rijksmonumentenregister.
| Object | Oorspronkelijke functie?  | Bouwjaar                 | Architect | Locatie            | Coördinaten?                  | Nr.?   | Afbeelding        |
| --- | ------------------------- | ------------------------ | --------- | ------------------ | ----------------------------- | ------ | ----------------- |
| Dommelse Watermolen | Industrie- en poldermolen | mogelijk 13e eeuw / 1977 |           | Bergstraat 1       | 51° 21' 3" NB, 5° 26' 18" OL  | 36873  | Meer afbeeldingen |
| De Oranjeboom: langgevelboerderij annex voormalig dorpscafé met stallen en schuur, opgetrokken in Ambachtelijk-traditionele bouwtrant en daterend | Boerderij                 | 1825                     |           | Westerhovenseweg 2 | 51° 20' 51" NB, 5° 25' 40" OL | 526221 | Meer afbeeldingen |

## Schaft
De plaats Schaft telt 4 inschrijvingen in het rijksmonumentenregister.
| Object | Oorspronkelijke functie?  | Bouwjaar    | Architect | Locatie         | Coördinaten?                  | Nr.?  | Afbeelding        |
| --- | ------------------------- | ----------- | --------- | --------------- | ----------------------------- | ----- | ----------------- |
| Sint-Antonius Abt | Industrie- en poldermolen | 1865 / 1936 |           | Dorpsstraat 50  | 51° 17' 50" NB, 5° 26' 27" OL | 36874 | Meer afbeeldingen |
| Boerderij van het Kempische langgeveltype op L-vormige plattegrond, onder rieten wolfdak met voet van pannen. Ramen met kleine roedenverdeling en luiken | Boerderij                 | 1771        |           | Dorpsstraat 112 | 51° 17' 51" NB, 5° 27' 19" OL | 36875 | Meer afbeeldingen |
| Boerderij van het Kemische langgeveltype, onder rieten wolfdak met voet van pannen; kruiskozijnen met luiken                                             | Boerderij                 | 1778        |           | Dorpsstraat 128 | 51° 17' 52" NB, 5° 27' 30" OL | 41951 | Meer afbeeldingen |
| Boerderij van het Kempische langgeveltype, onder rieten wolfdak, met korfbogig getoogde ingang en met kruiskozijn. Jaarankers                            | Boerderij                 | 1745        |           | Schafterdijk 40 | 51° 17' 54" NB, 5° 27' 32" OL | 41952 | Meer afbeeldingen |

## Valkenswaard
De plaats Valkenswaard telt 14 inschrijvingen in het rijksmonumentenregister.
| Object | Oorspronkelijke functie?  | Bouwjaar                | Architect      | Locatie                    | Coördinaten?                  | Nr.?   | Afbeelding |
| --- | ------------------------- | ----------------------- | -------------- | -------------------------- | ----------------------------- | ------ | --- |
| "Huize Agnetendal", voormalige pastorie op het terrein van het voormalige klooster St.Agnietenda | Kerkelijke dienstwoning   | mogelijk begin 17e eeuw |                | Dommelstraat 41            | 51° 21' 18" NB, 5° 26' 17" OL | 36870  | Meer afbeeldingen |
| Pand bestaande uit begane-grond met hoog, pannen zadeldak tussen puntgevels met rollagen. Deur met panelen in de voorgevel; vensters met luiken en schuiframen. Aan de achterzijde uitbouw onder pannen zadeldak | Woonhuis                  | 1872                    |                | Maastrichterweg 16         | 51° 20' 52" NB, 5° 27' 28" OL | 36871  | Pand bestaande uit begane-grond met hoog, pannen zadeldak tussen puntgevels met rollagen. Deur met panelen in de voorgevel; vensters met luiken en schuiframen. Aan de achterzijde uitbouw onder pannen zadeldak |
| Venbergse Watermolen: oorspronkelijke graan-, olie- en schorsmolen, met slagrad op de Dommel. Houten molenhuis                                                                                                   | Industrie- en poldermolen | 1895 / 1973-1977        |                | Molenstraat tegenover 211  | 51° 20' 33" NB, 5° 27' 17" OL | 36872  | Meer afbeeldingen |
| Terrein waarin urnenveld | Archeologisch monument    | late Bronstijd          |                |                            | 51° 21' 59" NB, 5° 27' 3" OL  | 46133  | Upload foto |
| Grafkapel voor de familie Maas-Leen | Begraafplaats en -onderdl | ca. 1883 (graf)         |                | Op het kerkhof             | 51° 21' 14" NB, 5° 27' 13" OL | 518659 | Meer afbeeldingen |
| Huize Robijnenhof | Dienstwoning              | 1900                    | G. de Groot    | Leenderweg 1               | 51° 21' 5" NB, 5° 27' 40" OL  | 518660 | Meer afbeeldingen |
| Nederlands Hervormde Kerk (ook wel Weerderhuis) | Kerk en kerkonderdeel     | 1890                    | Pierre Cuypers | Markt 2                    | 51° 21' 4" NB, 5° 27' 37" OL  | 518661 | Meer afbeeldingen |
| Woonhuis in sobere neoclassicistische vormen | Woonhuis                  | 1884                    |                | Markt 4                    | 51° 21' 4" NB, 5° 27' 37" OL  | 518662 | Woonhuis in sobere neoclassicistische vormen |
| Woonhuis, gelegen aan de zuidzijde van de zogeheten 'Kleine Markt' | Woonhuis                  | 1906                    |                | Markt 15                   | 51° 21' 2" NB, 5° 27' 37" OL  | 518667 | Meer afbeeldingen |
| Raadhuis | Bestuursgebouw en onderdl | 1927                    | Taen Err Toung | Markt 23                   | 51° 21' 2" NB, 5° 27' 35" OL  | 518668 | Raadhuis |
| R.K. Kerk St. Nicolaas | Kerk en kerkonderdeel     | 1929                    | Jan Stuyt      | Markt 53                   | 51° 20' 58" NB, 5° 27' 30" OL | 518671 | Meer afbeeldingen |
| Bunker ten noorden van het dorp, aan de weg naar Waalre met manschappenverblijven | Bomvrij militair object   | 1942                    |                | Nieuwe Waalreseweg bij 189 | 51° 21' 52" NB, 5° 26' 42" OL | 518673 | Upload foto |
| R.K. pastorie met Eclectische elementen | Kerkelijke dienstwoning   | 1882                    |                | Markt 55                   | 51° 20' 58" NB, 5° 27' 28" OL | 518674 | R.K. pastorie met Eclectische elementen |
| Valkenierswoning | Werk-woonhuis             | 1664                    |                | Peperstraat 56             | 51° 20' 54" NB, 5° 27' 47" OL | 526652 | Valkenierswoning |

's-Hertogenbosch ·
Alphen-Chaam ·
Altena ·
Asten ·
Baarle-Nassau ·
Bergeijk ·
Bergen op Zoom ·
Bernheze ·
Best ·
Bladel ·
Boekel ·
Boxtel ·
Breda ·
Cranendonck ·
Deurne ·
Dongen ·
Drimmelen ·
Eersel ·
Eindhoven ·
Etten-Leur ·
Geertruidenberg ·
Geldrop-Mierlo ·
Gemert-Bakel ·
Gilze en Rijen ·
Goirle ·
Halderberge ·
Heeze-Leende ·
Helmond ·
Heusden ·
Hilvarenbeek ·
Laarbeek ·
Land van Cuijk ·
Loon op Zand ·
Maashorst ·
Meierijstad ·
Moerdijk ·
Nuenen, Gerwen en Nederwetten ·
Oirschot ·
Oisterwijk ·
Oosterhout ·
Oss ·
Reusel-De Mierden ·
Roosendaal ·
Rucphen ·
Sint-Michielsgestel ·
Someren ·
Son en Breugel ·
Steenbergen ·
Tilburg ·
Valkenswaard ·
Veldhoven ·
Vught ·
Waalre ·
Waalwijk ·
Woensdrecht ·
Zundert